# Nowy Rachów
Nowy Rachów – wieś w Polsce położona w województwie lubelskim, w powiecie kraśnickim, w gminie Annopol.
Dawniej istniała gmina Rachów. W latach 1975–1998 miejscowość administracyjnie należała do województwa tarnobrzeskiego.
Wieś stanowi sołectwo gminy Annopol. Według Narodowego Spisu Powszechnego (III 2011 r.) wieś liczyła  204 mieszkańców.